# Sorama bicolor
Sorama bicolor là một loài bướm đêm thuộc họ Notodontidae. Nó được tìm thấy ở Úc.
Sải cánh dài khoảng 60 mm đối với con cái và khoảng 40 mm đối với con đực.
Ấu trùng ăn các loài Eucalyptus.

## Hình ảnh

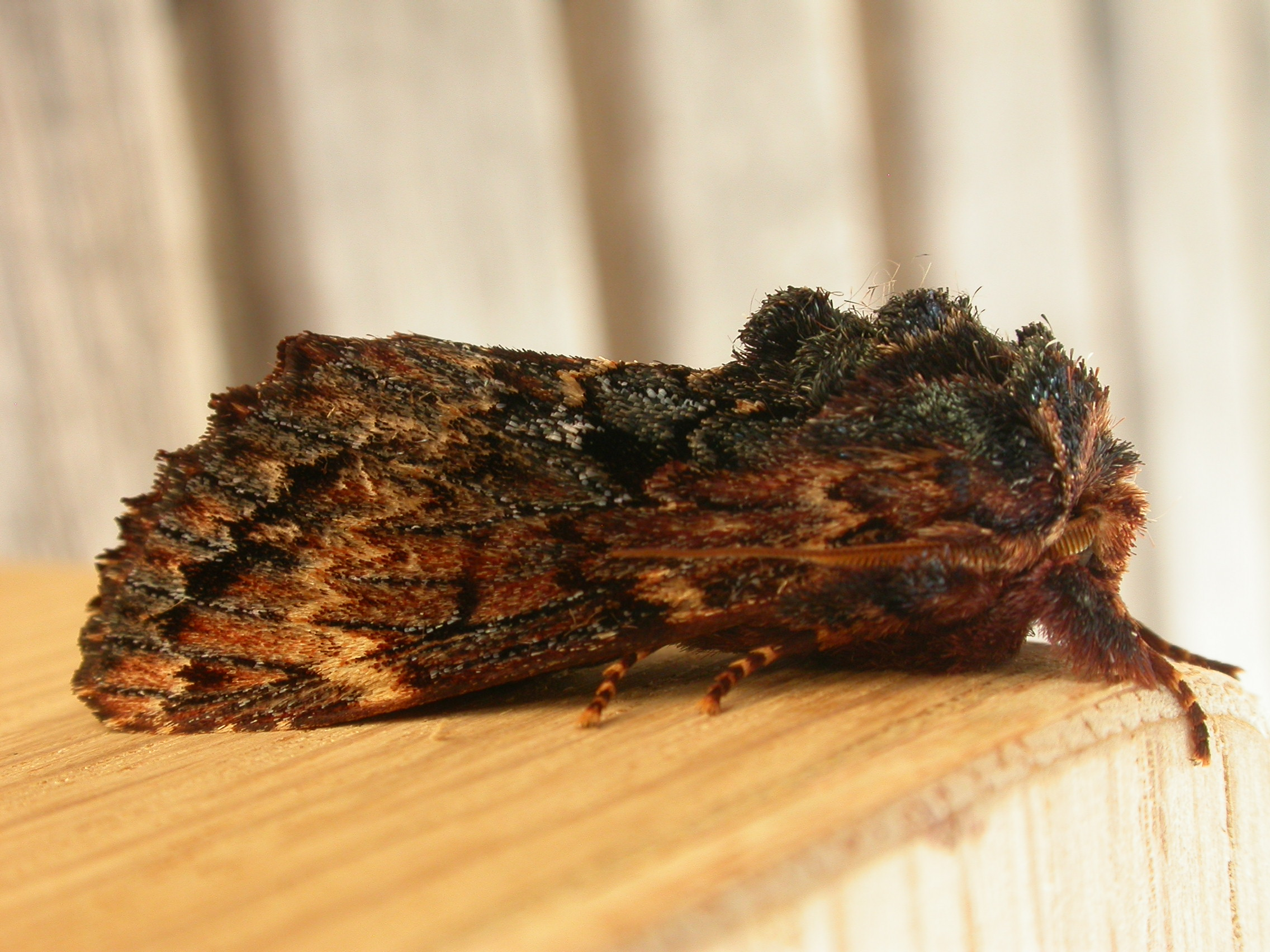